# Olimpija, Grčija
Olimpija (grško Ὀλυμπία; starogrško [ˈolimpia], moderno grško [oliˈbia] Olimpía), svetišče antične Grčije v Elidi na polotoku Peloponez, je znana po prvih olimpijskih igrah klasične dobe.
Olimpijske igre so bile vsaka štiri leta po vsem antičnem svetu od 8. stoletja pred našim štetjem do 4. stoletja našega štetja.  Prve olimpijske igre so bile v čast Zevsa.

## Antična lega
Svetišče, ki je znano kot Altis, je sestavljeno iz neurejene skupine različnih stavb. Znotraj temenosa (sveto zaprto območje zunaj splošne uporabe) so Herin tempelj (ali Herajon/Heraeum), Zevsov tempelj, Pelopijon in območje oltarja, na katerem so žrtvovali.
Severno od svetišča stojijo pritanej in Filipejon, vrsta zakladnic, ki predstavljajo različne mestne državice. Metroon je južno od teh zakladnic z ehostoo na vzhodu. Hipodrom in pozneje stadium (stadion) sta vzhodno od stoe. Na jugu svetišča sta južna stoa in bulevterij, medtem ko so palestra, Fidijeva delavnica, gimnazij in Leonidajon na zahodu.
Olimpija je bila znana tudi po velikanskem kipu Zevsa iz slonovine in zlata, ki je nekoč stal tam. Naredil ga je Fidija in je bil eno sedmih čudes antičnega sveta po Antipatru iz Sidona. Zelo blizu Zevsovega templja, kjer je bil kip, je bila leta 1950 izkopana Fidijeva delavnica. Dokazi, ki so jih našli, kot so kiparsko orodje, potrjuje to mnenje. Antične ruševine ležijo severno od reke Alfej in južno od gore Kronos (po grškem bogu Kronosu). Po okolici teče tudi potok Kladeos.

### Načrt arheološkega najdišča
1. severozahodne propileje, 
2. pritanej, 
3. Filipijon, 
4. Herin tempelj, 
5. Pelopijon, 
6. nimfej Heroda Atiškega, 
7. Metroon, 
8. zakladnice,
9. kripta (obokana pot do stadiona),
10. stadion,
11. ehostoa,
12. zgradba Ptolemeja II. in Arsinoe II., 
13. Hestijina stoa,
14. helenistične zgradbe,
15. Zevsov tempelj,
16. Zevsov oltar,
17. zaobljubna stavba Ahajcev,
18. zaobljubna stavba Mikitosa,
19. Pajonijeva Nike,
20. gimnazij,
21. palestra,
22. teokoleon,
23. heroon,
24. Fidijeva delavnica in starokrščanska bazilika,
25. kopališče na reki Kladeos,
26. grško kopališče,
27., 28. prenočišča,
29. Leonidijon,
30. južna kopališča,
31. bulevterij,
32. južna stoa,
33. Neronova vila.

Zakladnice:
I. Sikion,
II. Sirakuze,
III. Epidamnos (?),
IV. Bizanc (?),
V. Sibaris (?),
VI. Kirena (?),
VII. nedoločeno,
VIII. oltar (?),
IX. Selinunt,
X. Metapont,
XI. Megara,
XII. Gela.

## Zgodovina

### Prazgodovina
Ostanki hrane in žgalne daritve, ki segajo v 10. stoletje pred našim štetjem, pričajo o dolgi zgodovini verske dejavnosti. Nobena stavba ni ohranjena iz tega prvega obdobja.  Tudi ožgane ostanke telesa Homo heidelbergensis so našli pri Olimpiji.

### Geometrična in arhaična doba
Prve olimpijske igre so priredili Elidčani leta 776 pred našim štetjem. Večje spremembe v mestu so bile narejene okoli 700 pred našim štetjem, vključno z izravnavo zemljišča in kopanjem novih vodnjakov. Moč Elide se je zmanjšala in leta 676 pred našim štetjem je svetišče pripadlo grški Pizi, ki je prirejala igre do poznega 7. stoletja pred našim štetjem.
Najzgodnejši dokazi o gradbeni dejavnosti izvirajo iz okoli leta 600 pred našim štetjem. V tem času so Skiludijanci, zavezniki Pize, zgradili Herin tempelj. Zakladnice in Pelopijon so bili zgrajeni v 6. stoletju pred našim štetjem. Posvetne strukture in atletske arene so tudi gradili v tem obdobju, vključno z bulevterijem. Prvi stadion je bil zgrajen okoli 560 pred našim štetjem in je imel samo preprosto stezo. Predelan je bil okoli 500 pred našim štetjem s poševnimi tribunami za gledalce in nekoliko je bil preusmerjen na vzhod. V 6. stoletju pr. n. št. so bile športnemu območju dodane olimpijske igre. Leta 580 pred našim štetjem je Elida v zavezništvu s Šparto zasedla Pizo in dobila nadzor nad svetiščem.

### Klasična doba
Klasično obdobje med 5. in 4. stoletjem pred našim štetjem je bila zlata doba mesta Olimpija. Zgrajena je bila vrsta novih verskih in posvetnih stavb in konstrukcij. 
Zevsov tempelj je bil zgrajen sredi 5. stoletja pred našim štetjem. Njegova velikost, obseg in okrasje so prekašali vse, kar je bilo zgrajeno do tedaj. Zgrajeni so bili športni objekti, vključno s končno obliko stadiona in hipodromom. Pritanej je bil zgrajen na severozahodnem delu območja leta 470 pred našim štetjem.
V poznoklasičnem obdobju so bile dodane druge stavbe. Metroon (tempelj, posvečen boginji materi) je bil zgrajen v bližini zakladnic okoli leta 400 pr. n. št. Ehostoa, zgrajena okoli 350 pred našim štetjem, je ločevala svetišče od območja iger in stadiona. Južna stoa je bila zgrajena na južnem robu svetišča ob približno istem času.

### Helenistična doba
Pozno v 4. stoletju pred našim štetjem je bil postavljen Filipejon. Okoli 300 pred našim štetjem je bila zgrajena hiša za pomembne obiskovalce, največja stavba je Leonidajon. Zaradi vse večjega pomena iger so bile zgrajene dodatne zgradbe za športnike, vključno s palestro (3. stoletje pred našim štetjem), gimnazij (2. stoletje pred našim štetjem) in kopališke hiše (pribl. 300 pr. n. št.). Nazadnje, 200 pred našim štetjem, je bila narejena obokana povezovalna pot od vhoda stadiona do svetišča. 

### Rimska doba
V rimskem obdobju so bile igre namenjene vsem državljanom rimskega imperija. Gradili so nove zgradbe in popravljali stare, vključno z Zevsovim templjem. 150 n. št. je bil zgrajen nimfej (ali eksedra). Nova kopališča so zamenjala starejša grška okoli leta 100, leta 160 je bil zgrajen nov vodovod. 
V 3. stoletju je mesto prizadela vrsta potresov, ki so ga precej poškodovali. Zaradi vpadov plemen v mesto so leta 267 so začeli graditi obrambno obzidje, pri čemer so za gradbeni material uporabljali spomenike. Kljub uničenju so olimpijske igre bile še naprej, zadnje so bile leta 393, ko jih je prepovedal krščanski cesar Teodozij I. Zevsov tempelj je bil očitno uničen okoli leta 426 po razglasu Teodozija II., ki je prepovedal poganske obrede. Fidijeva delavnica je bila spremenjena v baziliko in mesto je bilo naseljeno s krščansko skupnostjo. Arheološko je dokazano, da so na skrivaj še vedno imeli olimpijske prireditve (v krščanski preobleki), dokler niso sredi 6. stoletja Justinijanova kuga in dva potresa opustošili mesto. Ponavljajoče se poplave so povzročile, da je bila v zgodnjem 7. stoletju naselbina dokončno opuščena.

### Odkritje in zgodnja izkopavanja
Sčasoma je bilo vse pokopano pod naplavinami, debelimi do 8 metrov. Dolgo so mislili, da je bila to posledica poplavljanja rek. Sodobne raziskave glede na školjke, polže in foraminifere (luknjičarke) kažejo, da je bilo mesto zalito z oceansko vodo, kar je bila posledica ponavljajočih se cunamijev. 
Leta 1766 je Olimpijo ponovno odkril angleški zgodovinar Richard Chandler.  Prva izkopavanja svetišča v Olimpiji so bila opravljena leta 1829, ko je prišla francoska "Expedition Scientifique de Moree".

### 1875–1881
Od leta 1870  je bilo izkopavanje in ohranjanje antične Olimpije odgovornost nemškega arheološkega inštituta v Atenah. Prva večja izkopavanja so se začela leta 1875. Financirala jih je nemška vlada po pogajanjih o izključnem dostopu Ernsta Curtiusa. Drugi odgovorni arheologi so bili Gustav Hirschfeld, George Treu, Adolf Furtwängler (ki je delal skupaj z arhitekti), A. Boetticher, Wilhelm Dörpfeld in Richard Borrmann. Izkopali so osrednji del svetišča, vključno Zevsov tempelj, Herin tempelj, Metroon, bulevterij, Filipejon, ehostoo, zakladnice in palestro. Pomembne najdbe so bile skulpture iz Zevsovega templja, Pajonijeva Nike, Praksitelov kip boga Hermesa in mnogo brona. Skupaj so popisali 14.000 predmetov. Najdbe so bile prikazane v muzeju na kraju samem. 

### 1900–1950
Izkopavanja je bolj omejeno nadaljeval Dörpfeld med 1908 in 1929. Nova sistematična izkopavanja so se začela leta 1936 med poletnimi olimpijskimi  igrami leta 1936 v Berlinu, vodila sta jih Emil Kunze in Hans Schleif. Izkopavanje je bilo osredotočeno na območju, južno od stadiona, južne stoe, kompleksa kopališč in gimnazija.

### 1950 do danes
Med letoma 1952 in 1966 sta Kunze in Schleil nadaljevala izkopavanja, pridružil se je tudi arhitekt Alfred Mallwitz. Izkopali so Fidijevo delavnico, Leonidajon in severno steno stadiona. Izkopali so tudi jugovzhodni del svetišča in v približno 140 drobirskih jamah našli veliko bronastih in keramičnih predmetov skupaj s terakotnimi strešniki.
Mallwitz je prevzel izkopavanja med letoma 1972 in 1984. Našel je pomembne dokaze za datacijo stadiona, grobov in pritaneja. Od leta 1984 do leta 1996 je Helmut Kyrieleis prevzel delo in poudarek preusmeril na prejšnjo zgodovino svetišča z izkopavanjem pritaneja in Pelopijona.

## Sodobna Olimpija
Olimpijski plamen današnjih olimpijskih iger prižgejo z odbojem sončne svetlobe v paraboličnem zrcalu pred Herinim templjem ter ga nato z baklo odnesejo tja, kjer bodo igre. Ko so se sodobne olimpijske igre začele v Atenah leta 2004, je bilo moško in žensko tekmovanje v suvanju krogle v obnovljenem Olimpijinem stadionu.
Mesto ima železniško postajo in je najvzhodnejši terminal proge Olimpija–Pirgos (Elida). Železniška postaja je približno 300 m vzhodno od središča mesta. Povezana je z GR-74 in novo cesto, ki je bila odprta leta 1980; naslednji odsek N in NE od Olimpije so začeli graditi leta 2005. Oddaljenost od Pirgosa je 20 km, okoli 50 km jugozahodno je Lampeja, zahodno sta Tripoli in Arkadija in 4 km severno Krestena, Kiparisija in Mesenija. Avtocesta poteka severno od antičnih ruševin. Zajezili so reko Alfej, jezero je 2 km jugozahodno. Območje je hribovito in gorato, večina območja je pokrita z gozdom.
Panajotis Kondilis, eden najvidnejših sodobnih grških mislecev in filozofov, se je rodil in odraščal v Olimpiji. Ko je Pierre de Coubertin, ustanovitelj Mednarodnega olimpijskega komiteja, leta 1937 umrl, so mu postavili spomenik v antični Olimpiji. Glava Evangelosa Zapasa je pokopana pod kipom pred Zapejonom, srce pa pri spomeniku. 

## Občina
Občina Antična Olimpija ("Arhaia Olimpia") je pri reformi lokalne samouprave 2011 nastala z združitvijo 4 nekdanjih občin, ki so postale občinske enote :
- Antična Olimpija
- Foloa
- Lampeja
- Laziona

### Število prebivalcev
| Leto | Mesto | Občinska enota | Občina |
| ---- | ----- | -------------- | ------ |
| 1981 | 1129  | –              | –      |
| 1991 | 1742  | 11.229         | –      |
| 2001 | 972   | 8128           | 13.409 |

## Pobratena mesta
Olimpija je pobratena z:
- Royal Borough of Greenwich, Združeno kraljestvo
- Antibes, Francija
- Großostheim, Nemčija
- Atlanta,   ZDA
- Olympia, Washington, ZDA
- Jakutsk, Rusija